# Yorkshire and the Humber
| Yorkshire and the Humber       | Yorkshire and the Humber           |
| ------------------------------ | ---------------------------------- |
| Karte                          |                                    |
| Geografie                      |                                    |
| Fläche                         | 15.420 km²                         |
| Verwaltungssitz                | Leeds                              |
| Demografie                     |                                    |
| Bevölkerung Bevölkerungsdichte | 5.316.691 (2012) 345 Einwohner/km² |

Yorkshire and The Humber ist eine der neun Regionen Englands. Ihr Gebiet erstreckt sich auf den größten Teil der traditionellen Grafschaft Yorkshire, außerdem auf den nördlichen Teil von Lincolnshire, der zur früheren Grafschaft Humberside gehörte.
Die Region ist in die folgenden Grafschaften, Unitary Authorities und Metropolitan Districts unterteilt:
| - South Yorkshire (Metropolitan County) - 1. Sheffield - 2. Rotherham - 3. Barnsley - 4. Doncaster - West Yorkshire (Metropolitan County) - 5. Wakefield - 6. Kirklees - 7. Calderdale - 8. Bradford - 9. Leeds - 10. North Yorkshire (Unitary Authority) - 11. York (Unitary Authority) - 12. East Riding of Yorkshire (Unitary Authority) - 13. Kingston upon Hull (Unitary Authority) - 14. North Lincolnshire (Unitary Authority) - 15. North East Lincolnshire (Unitary Authority) |

Die Region hieß ursprünglich Yorkshire and Humberside und bestand aus den Grafschaften North Yorkshire, West Yorkshire, South Yorkshire und Humberside. Nachdem Humberside geteilt, die Grafschaften West und South Yorkshire abgeschafft und York aus North Yorkshire herausgelöst wurde, entstand die heutige Verwaltungsgliederung. Die alte Bezeichnung wird auch heute noch gelegentlich benutzt.
Siehe auch: Verwaltungsgliederung Englands

## Wirtschaft
Im Vergleich mit dem BIP der EU ausgedrückt in Kaufkraftstandards erreicht die Region einen Index von 86 (EU-28=100) (2015).